# Басов, Иван Сидорович
Ива́н Си́дорович Ба́сов (26 января [8 февраля] 1905 года — 7 ноября 1964 года) — участник Великой Отечественной войны, командир 26-й истребительно-противотанковой артиллерийской бригады 3-й гвардейской армии 1-го Украинского фронта, Герой Советского Союза (23.09.1944), полковник.

## Биография
Родился 26 января (8 февраля) 1905 года в селе Новоеловка (ныне Тальменского района Алтайского края) в семье крестьянина. Русский. Член ВКП(б) с 1930 года. До 1921 батрачил, затем работал на маслозаводе.
В Красной армии с 1927 году. Окончил полковую школу. Участвовал в боях на Китайско-Восточной железной дороге (КВЖД). В 1932 году окончил пехотную школу в Орджоникидзе. В 1939 году — артиллерийские Курсы усовершенствования командного состава.
Участник Великой Отечественной войны с первых дней. Война застала майора Басова в должности командира артиллерийского дивизиона. Первый бой принял в сражении за город Смоленск. 15 июля 1941 года принял командование 871-м артиллерийским полком противотанковой обороны. Командуя этим полком участвовал в битве за Москву. Артиллеристы Басова проявили себя в боях под Волоколамском, Брянском, Можайском.
С 10 июня по 2 ноября 1943 года гвардии полковник Басов командовал 1-й гвардейской истребительно-противотанковой артиллерийской бригадой. Под его командованием бригада отличилась в боя за освобождение Смоленска и получила наименование «Смоленской».
25 декабря 1943 года подполковник Басов был отозван с фронта для формирования 26-й отдельной истребительно-противотанковой бригады резерва Главного командования. Бригада полковника Басова отличилась 13 июля 1944 года при прорыве сильно укреплённой обороны противника и форсировании реки Западный Буг. Захватив плацдарм на противоположном берегу бойцы бригада одними из первых в армии вышли на государственную границу. Неоднократные попытки танковых частей вермахта контратаковать были успешно отбиты с большими для тех потерями.
Указом Президиума Верховного Совета СССР № 218/398 от 23 сентября 1944 года «за образцовое выполнение заданий командования на фронте борьбы с немецкими захватчиками и проявленные при этом отвагу и геройство» гвардии полковнику Басову Ивану Сидоровичу присвоено звание Героя Советского Союза с вручением ордена Ленина и медали «Золотая Звезда» (№ 4599).
Последний бой бригада Басова приняла 8 мая 1945 года неподалёку от немецкого города Дрездена, где была разгромлена крупная группировка танков противника.
В 1948 году полковник Басов уволен в запас. Жил в городе Ивантеевка Московской области. Умер 7 ноября 1964 года.

## Награды
- Герой Советского Союза (23.09.1944, медаль «Золотая Звезда» № 4599)[2];
- орден Ленина (23.09.1944)[2];
- два ордена Красного Знамени (17.03.1942[1], 28.09.1943[4]);
- орден Кутузова II степени (31.05.1945)[5];
- орден Красной Звезды (03.11.1944)[6];
- медали, в том числе:
  - медаль «За оборону Москвы» (31.12.1944)[7];
  - медаль «За победу над Германией в Великой Отечественной войне 1941—1945 гг.»[8];
  - медаль «За освобождение Праги»[8].

## Память
Его именем названа улица в Ивантеевке. На доме, где жил Герой, установлена мемориальная доска. На родине, в селе Тальменка, на Аллее Героев установлен бюст.